# Nadya Larouche
Pour les articles homonymes, voir Larouche.
Nadya Larouche (Pointe-du-Lac, 1956-) est une écrivain québécoise. Après des études à l'Université d'Ottawa, elle a voyagé au Mexique, dans l'Ouest canadien et en Ontario. De retour au Québec, elle écrit plusieurs pièces de théâtre et livres pour enfants aux éditions HRW.

## Œuvres
- Les mystères de l'île Brisée, 1994
- Mission spéciale pour l'AAA, 1994
- L'aventurière du 1588, 1994
- Curieuse visite chez l'apprentie sorcière, 1995
- L'étrange coffre-fort d'Oscar W. Dunlop, 1995
- Nord-est vers l'inconnu, 1995
- Les prisonniers de l'autre monde, 1995
- Alerte à la folie, 1996
- Cauchemar sous la lune, 1996
- L’armoire aux trois miroirs, 1997
- La forêt des Matatwi, 1997
- Le génie des perséides, 1997
- L'ennemi aux griffes d'acier, 1998
- La foire aux mille périls, 1998
- L'hallucinant passage vers Krullin, 1998
- Une nuit à dormir debout, 2000